# Candelara

Veduta dell'ingresso al castello

La chiesetta dei Genga, situata sotto le mura castellane

Il borgo di Candelara  ( Candlera o Candlara in dialetto gallo-piceno) è ubicato a circa 12 km da Pesaro posto a 180 metri sul livello del mare.
In passato la frazione era comune autonomo, incorporato nel 1927, al comune di Pesaro. Il territorio su cui sorge gode di un'ottima visibilità delle zone circostanti: dal mare, la vista spazia fino all'Appennino, sia quello Riminese che quello Umbro-Marchigiano, dove è possibile vedere le vette di vari monti come il Carpegna, i Sassi Simone e Simoncello, il Monte Catria e l'Acuto, il Nerone, il San Vicino, i Sibillini ed il Gran Sasso (in giornate più nitide).

## Storia
Il 29 maggio 1 176 le truppe imperiali di Federico Barbarossa si scontrarono con quelle della Lega Lombarda tra Legnano e Borsano, nell’alto milanese. Lo scontro, inizialmente privo di una strategia ben definita, vide contrapporsi da un lato l’Imperatore del Sacro Romano Impero e dall’altro le milizie dei Comuni lombardi, unite per respingere l’invasore sotto la guida spirituale di Papa Alessandro III.

Elemento centrale dell’esercito lombardo era il Carroccio, un massiccio carro a quattro ruote trainato da buoi, simbolo dell’autonomia comunale e difeso con ardore dalla leggendaria Compagnia della Morte, forse guidata da Alberto da Giussano, personaggio più leggendario che storico, la cui figura emerge solo nei secoli successivi nelle opere letterarie.

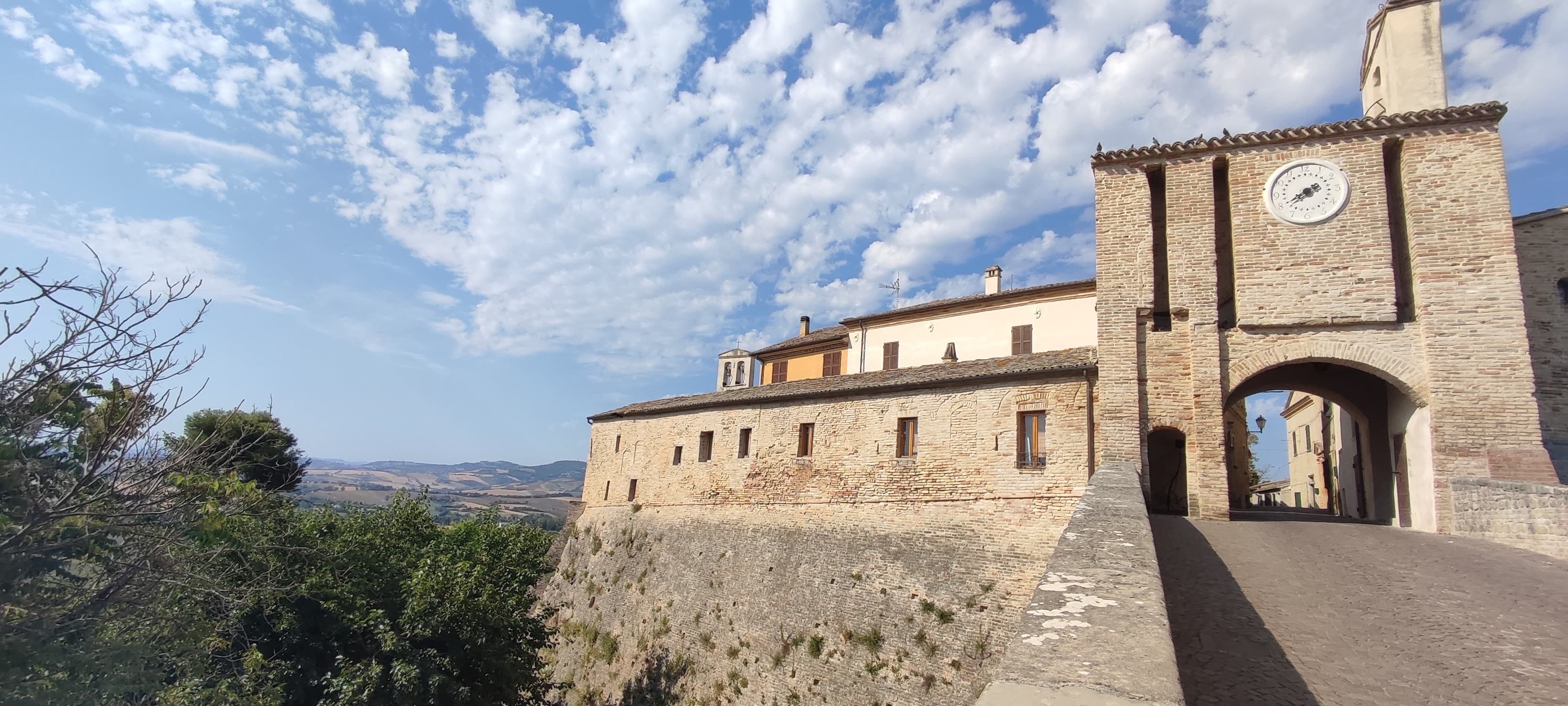
Castello di Candelara

Dopo un cruento combattimento, l’esercito imperiale fu travolto e Barbarossa, sconfitto, trovò rifugio nel piccolo e fortificato Castello di Candelara, menzionato in un manoscritto del 1 283 tra i castelli Citra Foliam. Il Vescovo di Pesaro, Stefano, con audacia e sfida nei confronti di Papa Alessandro III, offrì asilo al sovrano nel modesto fortilizio, mentre i lombardi esultavano per la loro storica vittoria.
Quell’evento segnò un momento cruciale nella lotta tra l’Impero e i Comuni lombardi, culminando sette anni dopo nella celebre Pace di Costanza del 25 giugno 1183, con cui l’Imperatore fu costretto a riconoscere ai Comuni ampi poteri giuridici, amministrativi e politici, sancendo di fatto la loro autonomia.

## Eventi
Candele a Candelara è un mercatino natalizio che si svolge annualmente nel borgo medievale di Candelara, frazione di Pesaro, nelle Marche. Nato nei primi anni 2 000 per valorizzare il territorio e attrarre turismo, l'evento si distingue per lo spegnimento delle luci artificiali, lasciando il paese illuminato solo dalla calda luce delle candele. Durante la manifestazione, il borgo si anima con bancarelle artigianali, spettacoli itineranti, musica dal vivo e attrazioni per bambini, mentre gli stand offrono candele artigianali, decorazioni natalizie e prodotti tipici locali. Un elemento caratteristico è il laboratorio delle candele, dove adulti e bambini possono apprendere le tecniche tradizionali di lavorazione della cera. L'evento si svolge nei fine settimana di novembre e dicembre, anticipando il periodo natalizio e richiamando il nome stesso del borgo, legato alla tradizione storica della produzione di candele.

## Luoghi d'interesse
A Candelara vari sono i luoghi d'interesse storico da poter osservare. 
Tra le architetture civili e militari abbiamo:
- il palazzo comunale
- La cinta muraria 
- Villa Berloni
Sono presenti inoltre anche dei rilevanti siti d'interesse artistico e religioso, tra cui:
- La pieve arcipretale di Santo Stefano
- La chiesa di Santa Lucia